# Eclipse lunar de 21 de janeiro de 2019
| Eclipse Lunar Total 21 de janeiro de 2019 | Eclipse Lunar Total 21 de janeiro de 2019 |
| --- | ----------------------------------------- |
| Totalidade do Eclipse vista da Bélgica - 5:24 UTC. |                                           |
| A Lua cruzando a metade norte do cone de sombra da Terra, de oeste para leste (da direita para a esquerda), com o disco lunar avermelhado durante a totalidade. |                                           |
| Gamma | +0.3684                                   |
| Saros (e membro) | 134 (27 de 73)                            |
| Sequência de eclipses lunares |                                           |
| Anterior | 27 de julho de 2018                       |
| Próximo | 16 de julho de 2019                       |
| Duração (hr:mn:sc) |                                           |
| Total | 1:01:59                                   |
| Parcial | 3:16:45                                   |
| Penumbral | 5:31:31                                   |
| Fases e Horários do Eclipse (UTC) |                                           |
| P1 | 2:36:30                                   |
| U1 | 3:33:54                                   |
| U2 | 4:41:17                                   |
| Máximo | 5:12:16                                   |
| U3 | 5:43:16                                   |
| U4 | 6:50:39                                   |
| P4 | 7:48:00                                   |

O eclipse lunar de 21 de janeiro de 2019 foi um eclipse lunar total, o primeiro de dois eclipses do ano, e único como total. De magnitude umbral de 1,1953 e penumbral de 2,1684.
A Lua cruzou a metade norte da região umbral da Terra, em nodo ascendente, dentro da constelação de Câncer.
Este eclipse coincidiu com uma superlua, nome dado a uma lua cheia situada no ponto mais próximo da Terra, e sua superfície fica 14% maior e 30% mais brilhante que no apogeu (durante a microlua). A última vez que tal coincidência aconteceu foi em 31 de janeiro de 2018, e a próxima ocorreu apenas em 26 de maio de 2021.
Este eclipse ficou conhecido como Eclipse Total da Superlua de Lobo[carece de fontes?].
Simulação do Eclipse Total:

## Série Saros
Eclipse pertencente ao ciclo lunar Saros da série 134, sendo de número 27, com total de 73 eclipses na série. O eclipse anterior foi o eclipse total de 9 de janeiro de 2001, o qual coincidiu também com o perigeu, e o próximo será com o eclipse total de 31 de janeiro de 2037, que, além da Superlua e do eclipse total, envolverá a lua azul (segunda lua cheia de um mês). Essa tríade de eventos de janeiro de 2037 ocorre 19 anos depois do último evento desse tipo, que foi em janeiro de 2018.

## Visibilidade
O eclipse foi visível sobre as Américas, Oceano Atlântico, Ártico, Europa, em grande parte da África e do Oceano Pacífico e em algumas partes da Ásia.
| Simulação da Terra vista da Lua durante o máximo da totalidade - 5:12 UTC. Cuba e Jamaica obtiveram a melhor observação do meio do eclipse, de onde foi visível à meia-noite. |
| Mapa de visibilidade do eclipse |

## Galeria
Fase total ou próxima da totalidade:

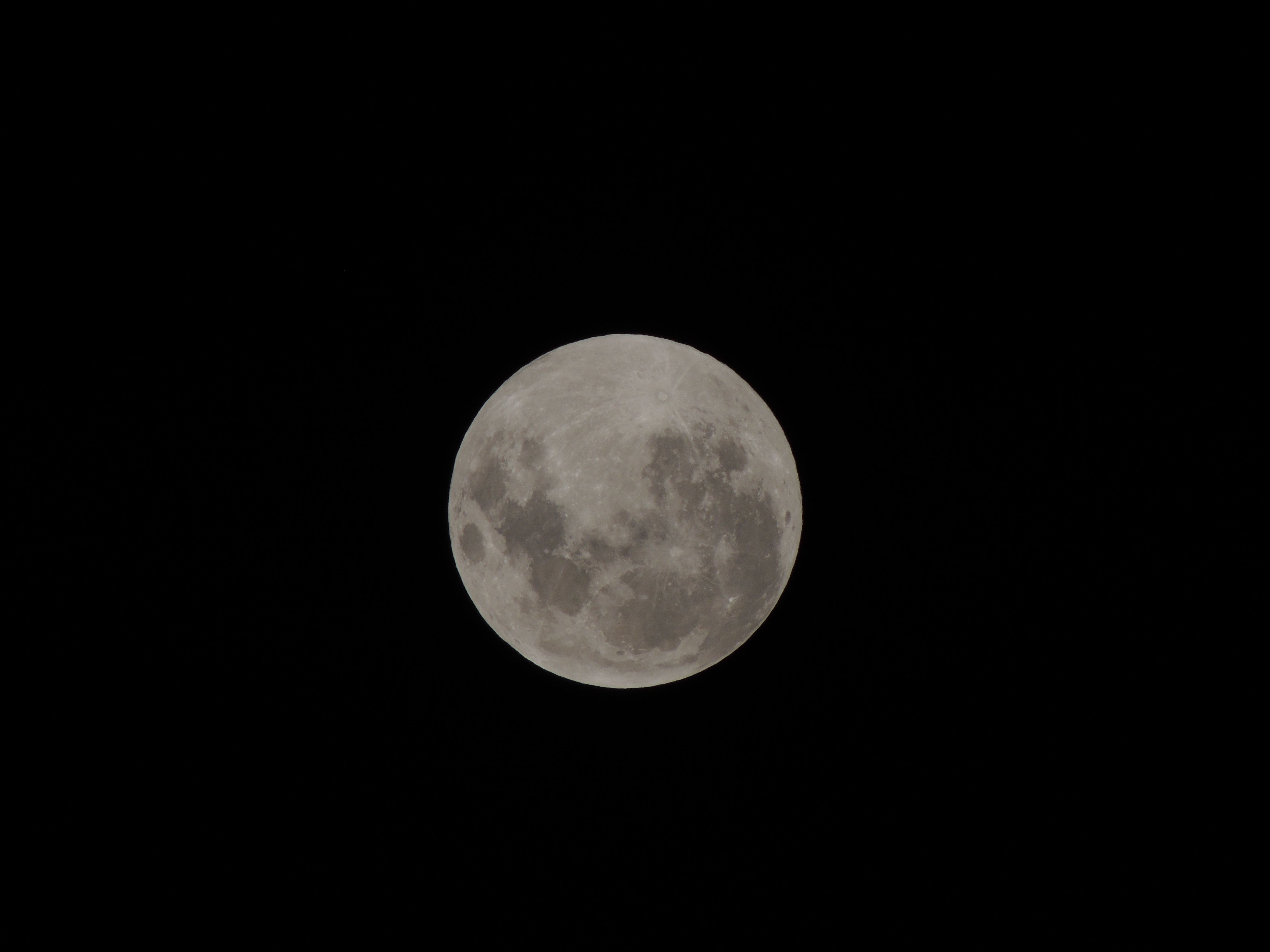
La Plata, Argentina
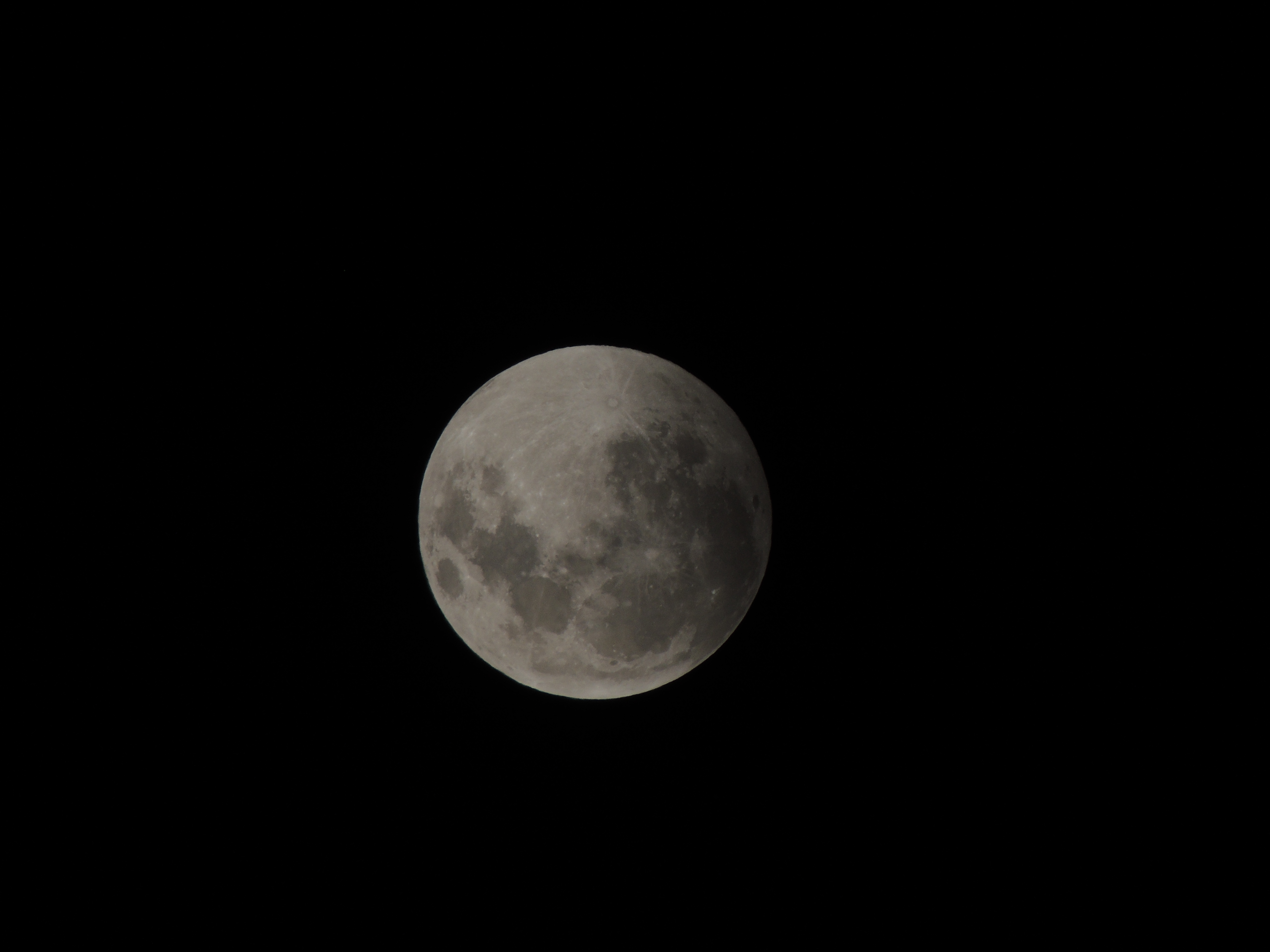
La Plata, Argentina, 01:01am (UTC-3)
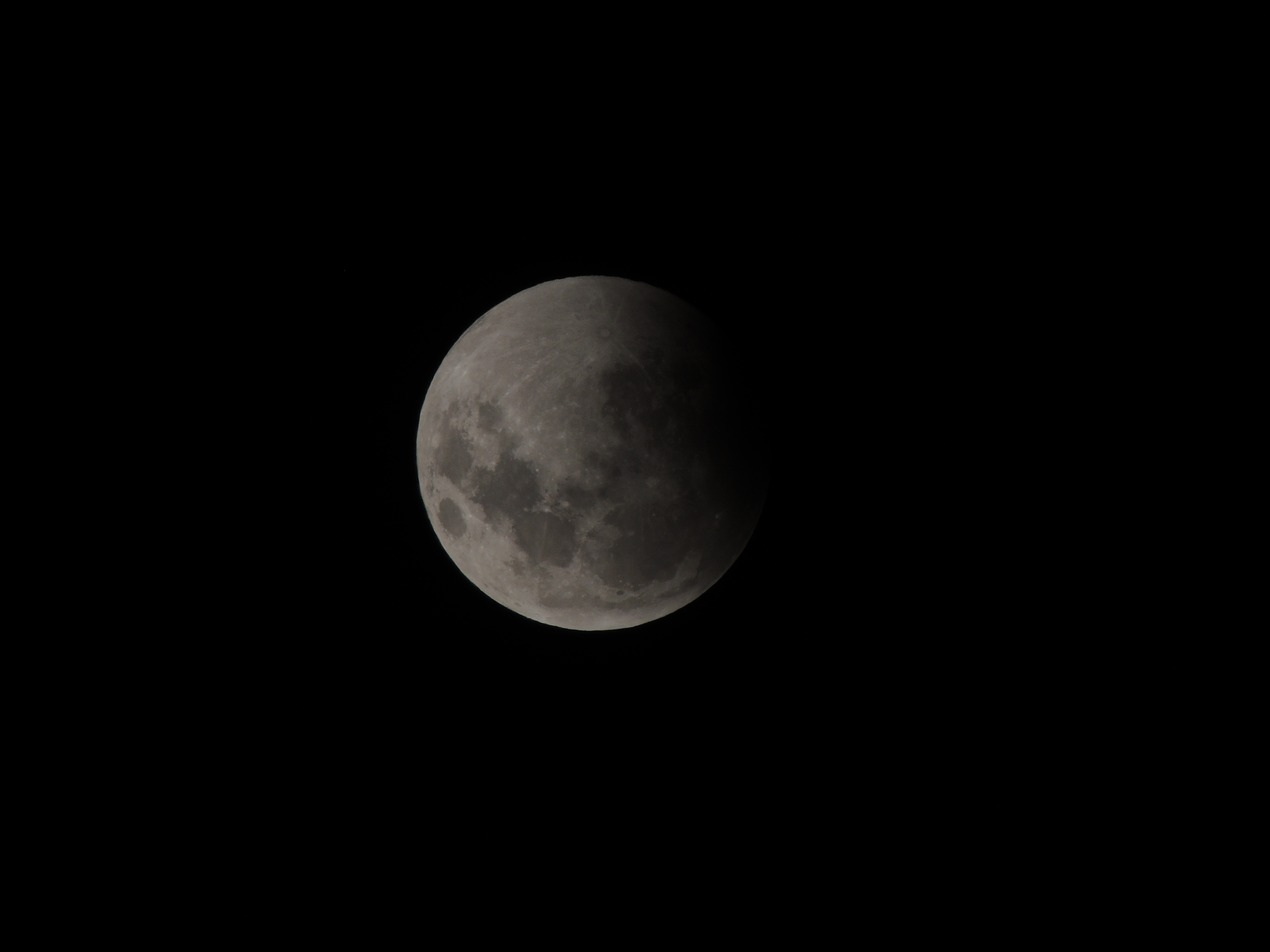
La Plata, Argentina, 01:18am (UTC-3)
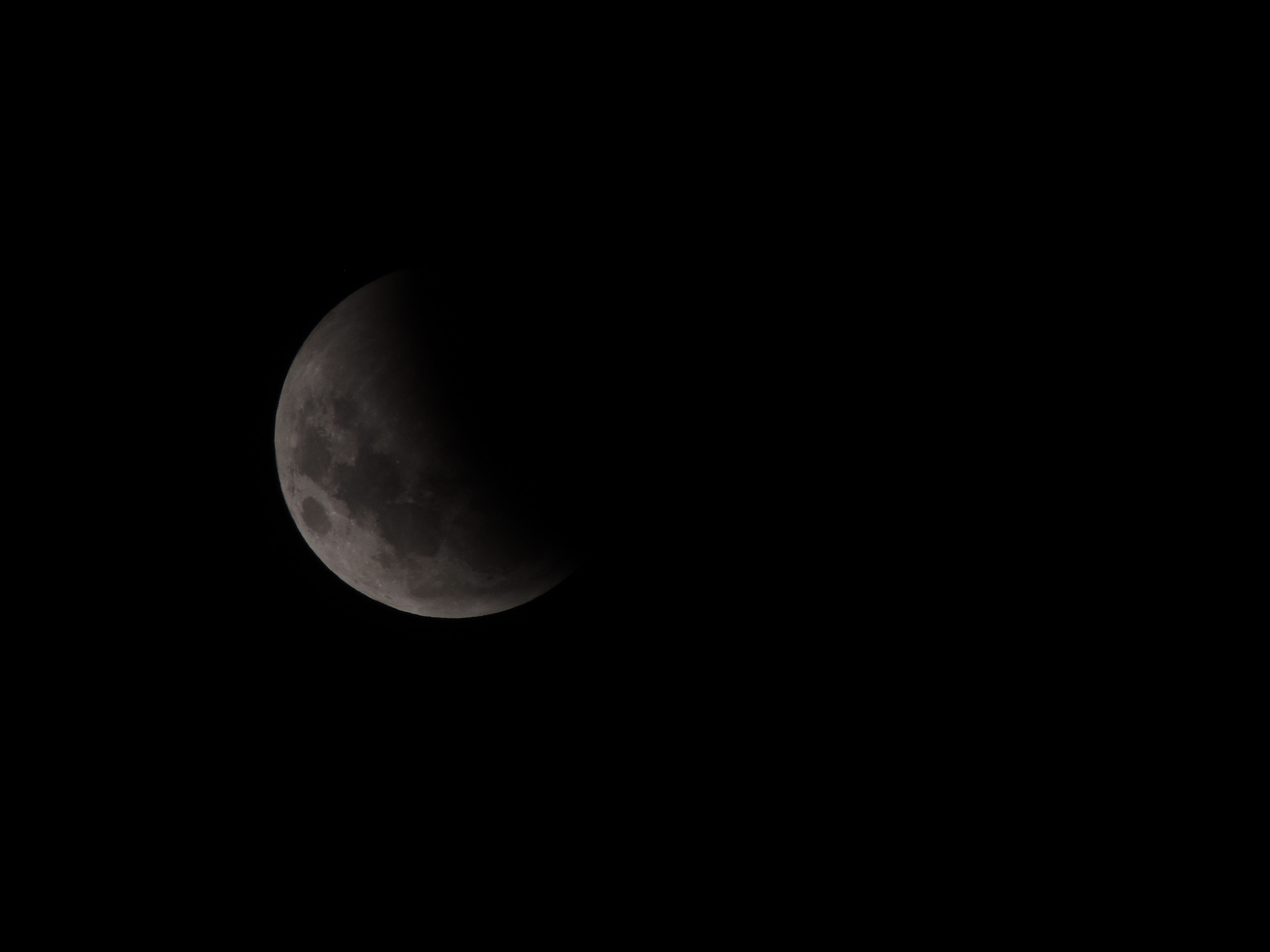
La Plata, Argentina, 01:41am (UTC-3)
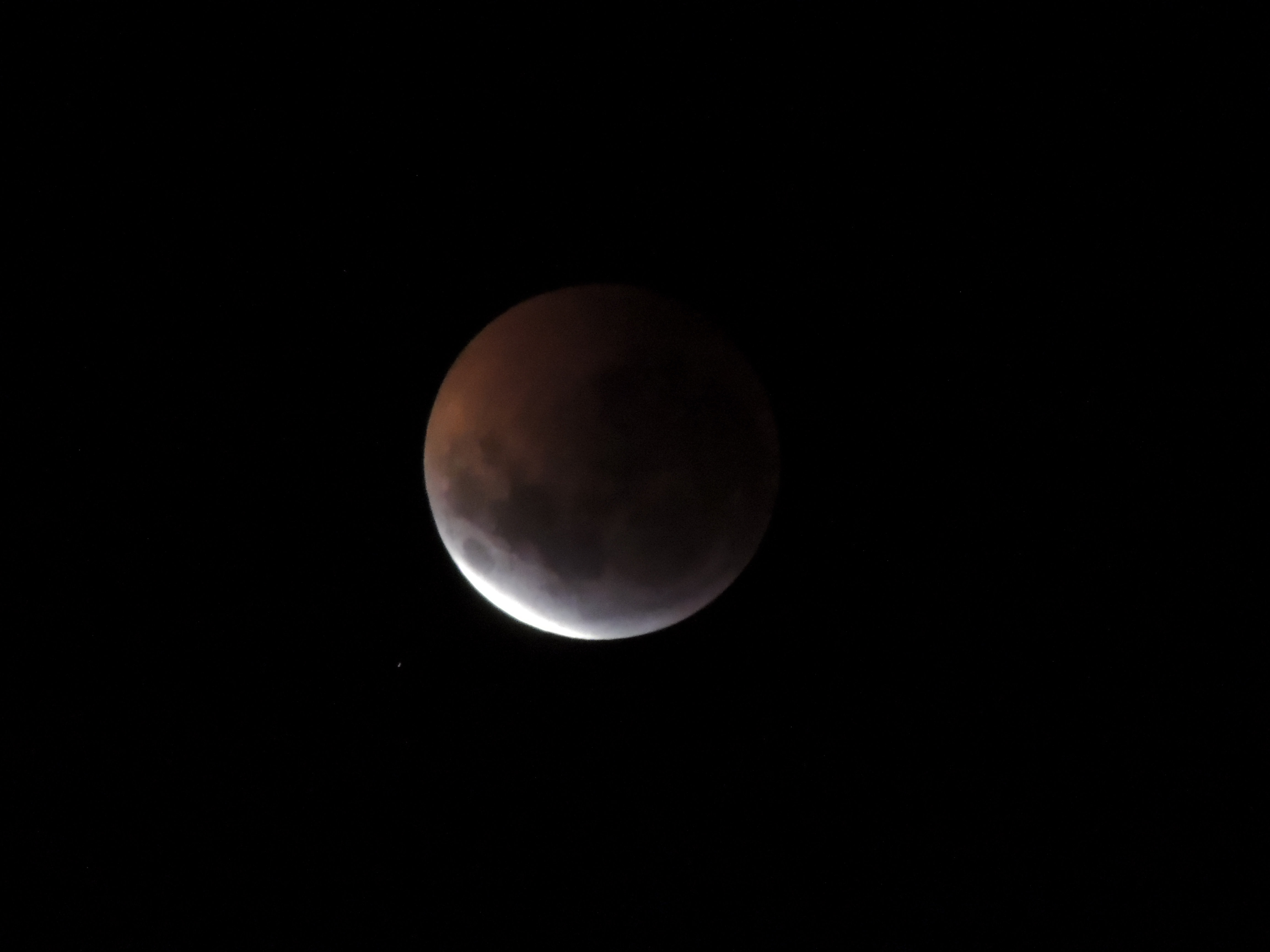
La Plata, Argentina, 02:18am (UTC-3)
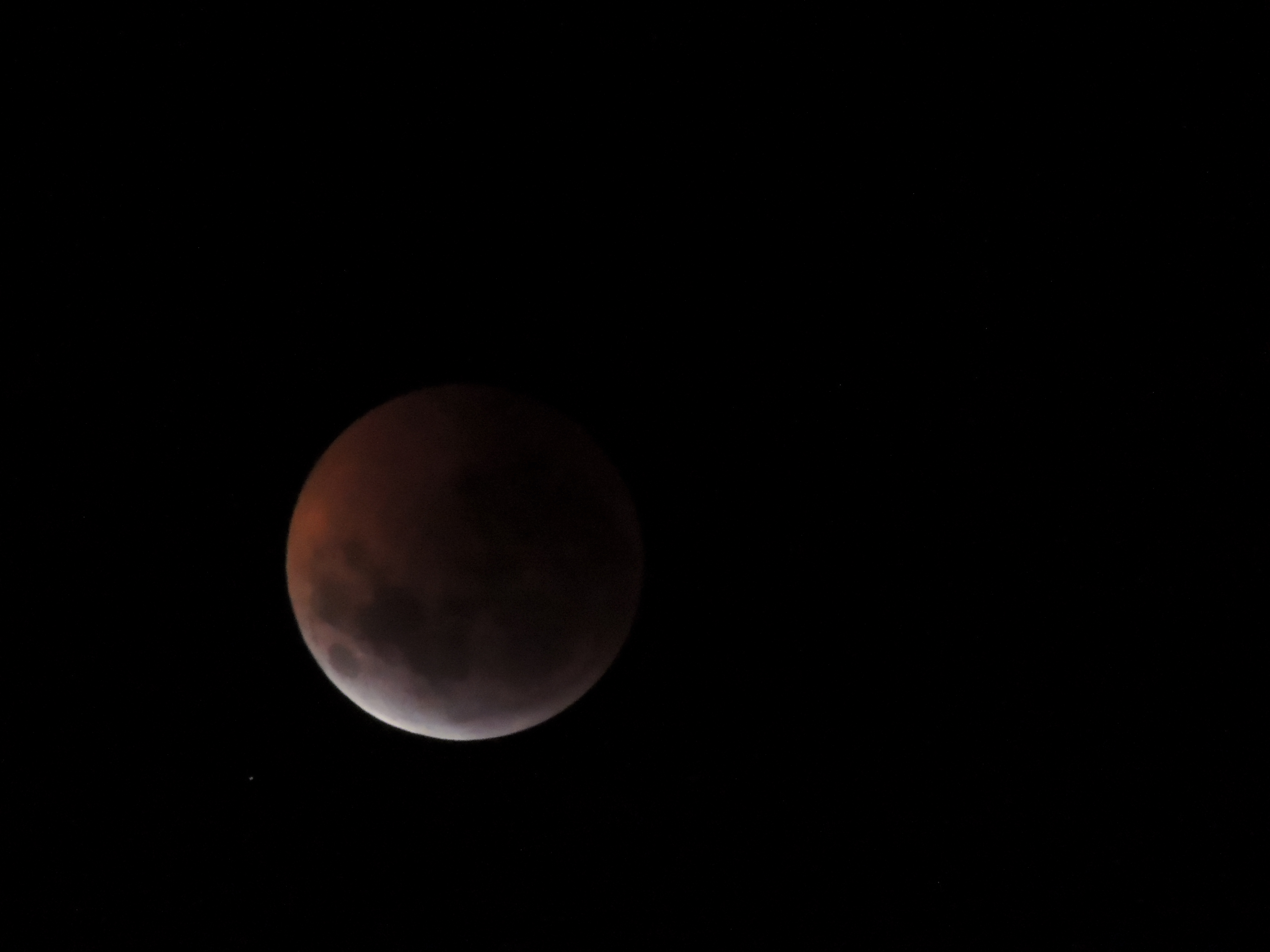
La Plata, Argentina, 02:22am (UTC-3)
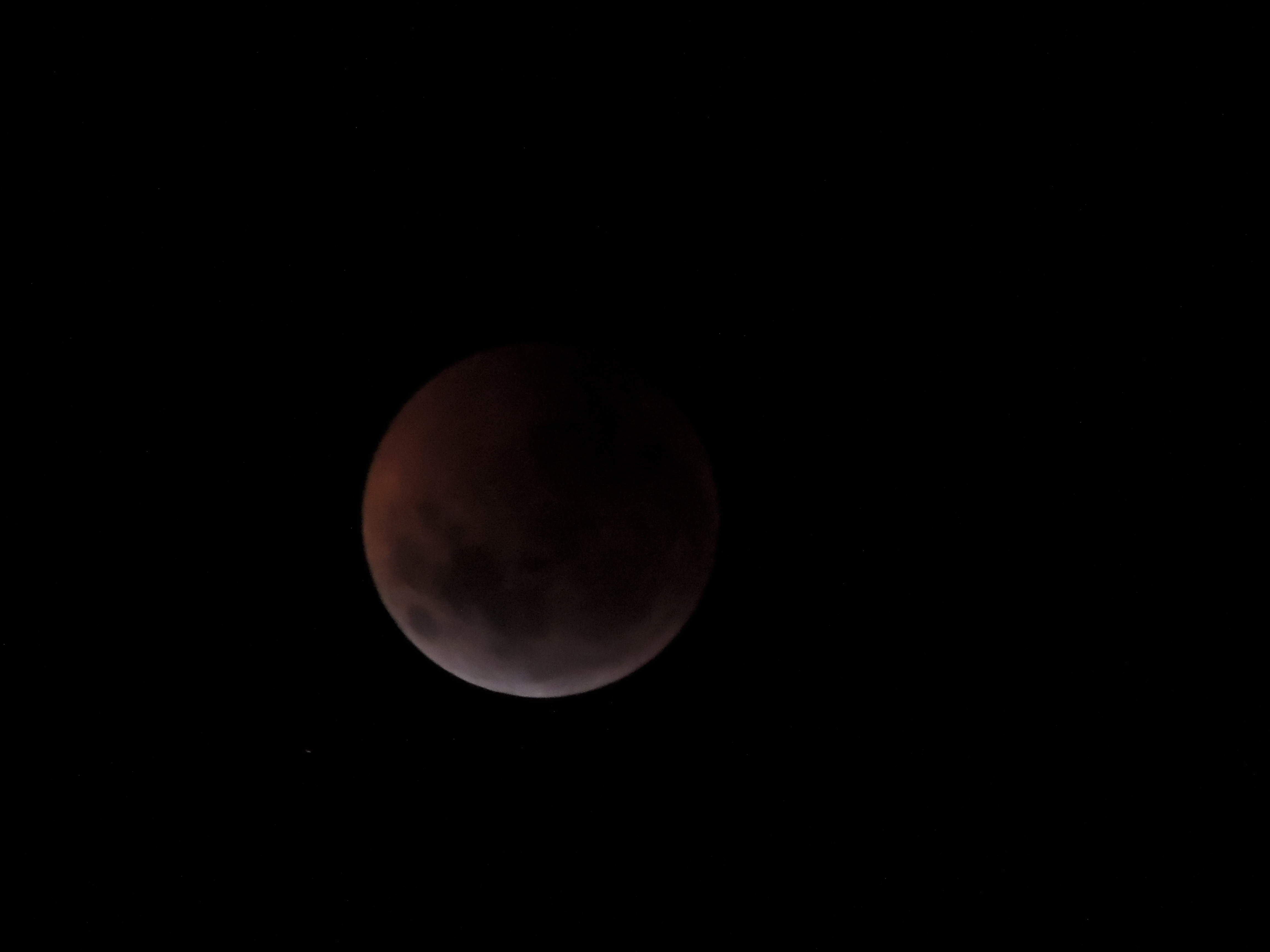
La Plata, Argentina, 02:28am (UTC-3)